# Storhällstjärnen
Storhällstjärnen är en sjö i Skellefteå kommun i Västerbotten och ingår i Skellefteälvens huvudavrinningsområde. Sjön har en area på 0,115 kvadratkilometer och ligger 80,5 meter över havet. Sjön avvattnas av vattendraget Brännbäcken.

## Delavrinningsområde
Storhällstjärnen ingår i det delavrinningsområde (718311-172908) som SMHI kallar för Nedlagd mätstation. Medelhöjden är 89 meter över havet och ytan är 1,34 kvadratkilometer. Räknas de 2 avrinningsområdena uppströms in blir den ackumulerade arean 34,35 kvadratkilometer. Brännbäcken som avvattnar avrinningsområdet har biflödesordning 3, vilket innebär att vattnet flödar genom totalt 3 vattendrag innan det når havet efter 34 kilometer. Avrinningsområdet består mestadels av skog (18 procent), öppen mark (21 procent) och jordbruk (52 procent). Avrinningsområdet har 0,11 kvadratkilometer vattenytor vilket ger det en sjöprocent på 5,8 procent.